# José Calzada Rovirosa

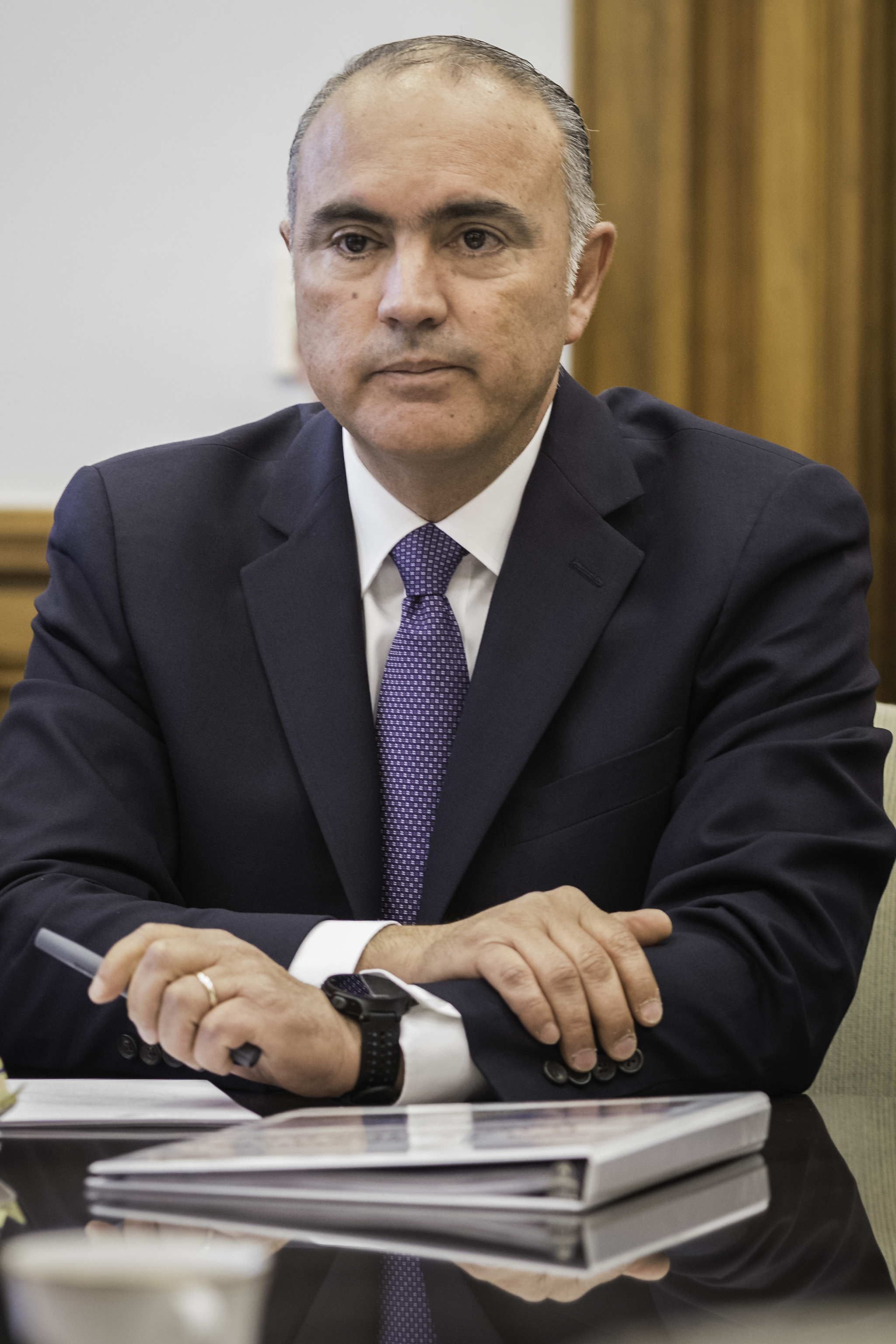
José Calzada Rovirosa (2016)

José Eduardo Calzada Rovirosa (ur. 21 sierpnia 1964) – meksykański polityk.
Syn polityka Antonio Calzada Urquizy. Studiował na Universidad Nuevo Mundo oraz University of New Mexico (jesienią 2009 otrzymał tytuł doktora honoris causa drugiej z tych uczelni). Zasiadał w meksykańskim Senacie (2006-2009, był sekretarzem komisji skarbu) od 1 października 2009 jest gubernatorem stanu Querétaro. Członek PRI.